# Cratere Alnif
Alnif  è un cratere sulla superficie di Marte.